# Alonso González Dávila
Alonso González Dávila (Ciudad Real o La Puebla de Montalbán, c. 1485-México, c. 1535) fue un conquistador español.

## Biografía
Su padre fue Alonso de Ávila, noble de la Orden de Calatrava y comendador de Manzanares. Su familia tenía parentesco con el rey Juan de Castilla. Era el tío de Gil González Dávila, uno de los más importantes exploradores y conquistadores de Honduras, Panamá y Nicaragua.
Llegó a Santo Domingo en 1512, en la nave de su hermano Gil González de Benavides. En la isla fue cobrador de rentas del almojarifazgo. Tuvo problemas con la justicia por un casamiento ilegal y secreto con Elvira Guillem, y por no entregar el estado de cuentas de los impuestos recaudados.
En 1518 consiguió una licencia para llevar seis esclavos negros a la isla. Poco después se casó de forma legal con Juana López, con quien tuvo once hijos.
Fue capitán de uno de los barcos de Hernán Cortés en su primera expedición. Participó en la conquista de México. En julio de 1519 fue nombrado uno de los cuatro primeros regidores de Veracruz y tesorero del Rey, y, como tal, impuso el escudo real en el oro tomado a Moctezuma.
Al parecer no estuvo en la toma de Tenochtitlán, pues estaba en La Española negociando con la Audiencia los derechos de Cortés. Sin embargo, en abril de 1522 fue nombrado alcalde mayor de la ciudad, y en honor a su cargo se le encomendó llevar a Carlos V todas las joyas y el oro obtenido en la victoria frente a los aztecas. En el viaje a España fue apresado cerca de las Azores por el pirata francés Juan Florín, quien le retuvo en Francia tres años. Pagó el rescate con su patrimonio y regresó a México, donde obtuvo encomiendas en Guautitlán y Totomeguacán.
En junio de 1527 participó en la conquista del Yucatán a las órdenes de Francisco de Montejo como su contador. Recibió varias encomiendas en Xuxupango y Matlactonatico (México), en donde se cree que murió hacia 1535.